# Zgornji Brnik
Zgornji Brnik je naselje u slovenskoj Općini Cerklju na Gorenjskem. Zgornji Brnik se nalazi u pokrajini Gorenjskoj i statističkoj regiji Gorenjskoj. 

## Stanovništvo
Prema popisu stanovništva iz 2002. godine naselje je imalo 661 stanovnika.